# المجمعة (بيشة)
المجمعة هي إحدى قُرى محافظة بيشة في الجنوب الغربي وتتبع منطقة عسير في المملكة العربية السعودية.

## الموقع
تتبع قرية المجمعة بلدية الحازمي ومركز الحازمي في محافظة بيشة، تقع قرية المجمعة على بعد 3 كيلو متر من البلدية، و10 كيلومترات عن محافظة بيشة.

## السكان
في عام 2005، قدر عدد سكان قرية المجمعة بأكثر من ألفي نسمة.

## المرافق
يوجد في قرية المجمعة مدرسة ابتدائية، ومدرسة ابتدائية ومتوسطة المجمعة ببيشة للبنات.

## وادي الغضة
وادي الغضة يبدأ من ريع مطا ويصب في قرية المجمعة، وهو أحد روافد وادي تبالة، الذي يعد من أهم روافد وادي بيشة.